# Ehu Dayi
Ehu Dayi (chiń. 鵝湖大義, pinyin Éhú Dàyí; kor. 아호대의 Aho Taewi; jap. Gako Taigi; wiet.  Nga Hồ Đại Nghĩa; ur. 746, zm. 25 lutego 818) – chiński mistrz chan szkoły hongzhou, uczeń mistrza Mazu Daoyi.

## Życiorys
Pochodził z Xujiang w Quzhou (dzisiejszy Jiangshan w prow. Zhejiang). Rodzina nosiła nazwisko Xu i była pochodzenia koreańskiego.
Jako młody chłopiec wstąpił do klasztoru i w wieku 20 lat przyjął mnisie wskazania. W tym okresie interesował się zarówno winają, jak i chanem. Około 770 r., a więc tuż po swojej ordynacji mnisiej, dołączył do wspólnoty chan prowadzonej przez mistrza Mazu w klasztorze Kaiyuan.
Po otrzymaniu przekazu Dharmy od mistrza, Dayi przeniósł się na górę Ehu, położoną w zachodniej części Jiangxi. Stało się to w erze Dali (766-779). Do tego czasu góra ta nie miała żadnych związków z chanem ani z inną tradycją buddyjską. Dayi był więc pierwszym mnichem, który założył tam klasztor (chiń. kaishan – dosłownie „otwarcie góry”). Gdy osiedlił się na górze zgromadził sporą mnisią społeczność.
W czasie pobytu na Ehu, Dayi spotykał się z wieloma intelektualistami i urzędnikami, którzy odbywali tam swoją służbę państwową. Jednym z nich był urzędnik Liu Taizhen, z którym mistrz spotkał się nieco po 785 r. Pełnił on funkcję prefekta w pobliskim mieście i namówił Dayi, aby ten zszedł z góry i nauczał także w mieście. Innym ze znanych intelektualistów był konfucjanista Li Ao. Prawdopodobnie oni i inni urzędnicy przekazywali o nim do stolicy (Chang’an) tak pochlebne opinie, że został do niej zaproszony.
Dayi przybył do Chang’anu w okresie długiego panowania cesarza Dezonga, który zmarł w 805 r. Mistrz przebywał w klasztorze Ci’en. Był to duży, sponsorowany przez rząd klasztor miejski. Jednym z wczesnych patronów mistrza był eunuch Hua Xianming (zm. 798). Mistrz wywarł na nim takie wrażenie, że Xianming postarał się o nadanie mistrzowi tytułu „najwartościowszego kapłana pałacowego sanktuarium” (chiń. neidaochang gongfeng dade). Wkrótce po przybyciu do Chang’anu Dayi zaczął wykładać buddyzm cesarzowi. Prowadził także oficjalne ceremonie na dworze, m.in. wielkę debatę będącą częścią celebracji urodzin cesarza.
Po śmierci cesarza Dezonga, mistrz prowadził wykłady dla nowego cesarza Shunzonga, który jednak panował przez niecały rok (805). Dayi poznał go, gdy Shunzong był jeszcze księciem.
Na steli mistrza widnieje informacja, że w czasie pobytu w Chang’anie przeprowadził on dyskusję z „nauczycielem Dharmy” (chiń. fashi) Zhanranem na publicznym zgromadzeniu w klasztorze w Shenlong. Błędnie za adwersarza wzięto słynnego egzegetę szkoły tiantai, który żył w latach 717–782, a więc ich spotkanie w Chang’anie było niemożliwe. Najpewniej chodzi tu o mnicha o tym samym imieniu, przedstawiciela szkoły północnej z klasztoru Shangu, który już wcześniej uczestniczył w radzie zebranej w stolicy w 796 r. Mnich ten był bardzo krytycznie nastawiony wobec „południowców” i ich „błędnego nauczania”. Po wygranej przez Dayi debaty, cesarz nakazał Zhanranowi i jego zwolennikom opuścić miasto.
Dayi przebywał w Chang’anie stosunkowo krótko. Prawdopodobnie zaraz po śmierci cesarza, a więc w 805 r. mistrz powrócił na górę Ehu. O jego działalności z tego okresu nie zachowały się żadne informacje.
18 lutego 818 r. mistrz oznajmił uczniom, że za siedem dni wykona swoje „ostatnie ofiarowanie”. Siódmego dnia spokojnie zmarł.

## Znaczenie mistrza Dayi
Ehu Dayi był pierwszym mistrzem chan ze szkoły hongzhou, który przebywał w stolicy. Chociaż był to pobyt krótki, był bardzo znaczący, bowiem było to pierwsze przedstawienie szkoły hongzhou w politycznym i kulturalnym centrum imperium Tangów. Dayi miał okazję kontaktowania się z członkami rządu, intelektualistami i dwoma cesarzami. To, oraz jego wygrana debata rozpropagowały nauki szkoły hongzhou. Otworzył tym samym drogę innym uczniom Mazu, którzy wkrótce poszli w jego ślady. Byli wśród nich Zhangjing Huaihui oraz Xingshan Weikuan, którzy wywarli największy wpływ na sukces szkoły zarówno w Chang’anie, jak i poza nim.
Chen Jinhua zasugerował, że debata z mnichem Zhanranem była słynnym zgromadzeniem chan z 796 r., opisanym przez Guifenga Zongmiego. Zongmi stwierdza, że wtedy właśnie uczyniono z Yuquana Shenxiu siódmego patriarchę chan. Jinhua twierdzi, że informacja podana przez Zongmiego jest błędna i to właśnie tradycja Dayi – czyli szkoła hongzhou – a szerzej tradycja południowa została rozpoznana jako nosicielka ortodoksji chan. Jeśli jest to prawdą, to znaczy, że w zaledwie 8 lat po śmierci Mazu jego szkoła została oficjalnie uznana za główną tradycję chanu.

## Spuścizna literacka
Przypisywany jest mu tekst
- Zuochan ming (Inskrypcja o siedzącej medytacji)

Praca ta wyraźnie wykazuje, że przypisywane tej szkole odrzucenie praktyki medytacji jest całkowicie niesłuszne.

## Linia przekazu Dharmy zen
Pierwsza liczba oznacza liczbę pokoleń mistrzów od 1 Patriarchy indyjskiego Mahakaśjapy.
Druga liczba oznacza liczbę pokoleń od 28/1 Bodhidharmy, 28 Patriarchy Indii i 1 Patriarchy Chin.
- 33/6. Huineng (638–713)
  - 34/7. Nanyue Huairang (677–744)
    - 35/8. Mazu Daoyi (709–788) szkoła hongzhou
      - 36/9. Ehu Dayi (746–818)
        - 37/10. Wangmu Xiaoran